# Vox Media
Vox Media – amerykańskie przedsiębiorstwo mediowe założone w 2005 roku. 
Vox Media składa się z sześciu dużych marek mediowych: The Verge (technika, kultura, nauka), Vox (treści ogólnotematyczne), SB Nation (sport), Polygon (gry komputerowe), Eater (kuchnia i życie nocne), Curbed (nieruchomości i dom). Jest również właścicielem serwisów internetowych: Select All, The Strategist, New York Magazine (włączając w to witryny pokrewne), Daily Intelligencer (aktualności), The Cut (moda i uroda), Grub Street (kuchnia i restauracje), Vulture (popkultura). Dawniej w posiadaniu firmy znajdowały się również witryny Racked (handel i zakupy) i Recode (technika). 